# Amanda Borden
Amanda Kathleen Borden (* 5. Mai 1977 in Cincinnati) ist eine ehemalige US-amerikanische Kunstturnerin.

## Karriere
Borden begann 1984 mit dem Turnsport und gehörte von 1990 bis 1996 zur US-amerikanischen Nationalmannschaft. Ihren nationalen Durchbruch feierte sie bei den US-Meisterschaften 1994, wo sie jeweils den dritten Platz im Einzelmehrkampf, am Stufenbarren und am Boden belegte. Im selben Jahr gewann sie bei den Weltmeisterschaften Silber mit der US-Mannschaft im Mannschaftsmehrkampf.
Bei den Panamerikanischen Spielen 1995 in Mar del Plata holte sie vier Medaillen: Gold am Schwebebalken und mit der Mannschaft, sowie Silber im Einzelmehrkampf und am Boden. Im darauffolgenden Jahr war sie Teil des US-amerikanischen Teams, das bei den Olympischen Spielen 1996 in Atlanta die Goldmedaille im Mannschaftsmehrkampf gewann. Im Einzelmehrkampf belegte sie in der Qualifikation Platz 97.
Borden studierte an der Arizona State University und schloss ihr Studium mit dem Prädikat summa cum laude ab. Nach ihrer aktiven Laufbahn war sie als Trainerin tätig und betrieb eigene Turnanlagen. Zudem arbeitete sie als Kommentatorin für CBS Sports, Fox Sports, Turner Broadcasting und ESPN – sowohl im Turnen als auch im Cheerleading.